# سيبيلا من أنجو
سيبيلا من أنجو (بالفرنسية: Sibylle d'Anjou)‏ (حوالي. 1112-1165)؛ كانت كونتيسة فلاندرز القرينة، هي ابنة فولك الخامس، كونت آنجو  وارمينغارد كونتيسة ماين، أصبحت زوجة ويليام كليتو وتييري كونت فلاندرز، بين عامي 1147-1149 كانت الوصية على فلاندرز .
في 1123 تزوجت سيبيلا من ويليام كليتو نجل النورماني روبرت كورتز وفي المستقبل أصبح كونت فلاندرز، جلبت سيبيلا معها كونتية ماين مهر لهذا الزواج، ولكن الزواج ألغي في 1124 على أساس القرابة، وجاء هذا الإلغاء من قبل البابا كاليستوس الثاني بناء على طلب من هنري الأول ملك إنجلترا عم وليام، ولكن فولك عارض ذلك، ثم رافق سيبيلا والدها الأرمل إلى مملكة القدس الصليبية حيث تزوج من ميليسندا وريثة المملكة، وأصبحا الملك والملكة في 1131، وفي 1139 تزوجت من تييري كونت فلاندرز بعد أن قام أول رحلة حج لـ الأراضي المقدسة.
عادت إلى فلاندرز مع زوجها الجديد، وأثناء غيابه في الحملة الصليبية الثانية شغلت سيبيلا كوصية لبلاد، بالدوين الرابع، كونت هينو انتهز الفرصة لمهاجمة فلاندرز، ولكن سيبيلا قادت هجوماً مضاداً ونهبت هينو رداً على هجوم بالدوين على أرتوا، تمكن رئيس أساقفة ريمس من التدخل وتوقيع الهدنة إلا أن تييري قام بانتقام على بالدوين عندما عاد في 1149.
عام 1157 سافرت مع زوجها تييري لرحلة الحج الثالثة له، ولكن بعد وصوله إلى القدس انفصلت عن زوجها ورفضت العودة إلى ديارهم معه، أصبحت راهبة في دير القديسين مريم ومرثا في العيزرية حتى وفتها المنية هناك في 1165.